# Mike Gale
Michael Eugene "Mike" Gale (Filadelfia, Pennsylvania, 18 de julio de 1950-31 de julio de 2020) fue un jugador de baloncesto estadounidense que disputó cinco temporadas en la ABA y seis más en la NBA. Con 1,93 metros de estatura, jugaba en la posición de base.

## Trayectoria deportiva

### Universidad
Jugó durante cuatro temporadas en los Vikings de la Elizabeth City State University, en las que promedió 16,0 puntos y 12,8 rebotes por partido.

### Profesional
Fue elegido en la cuadragésimo séptima posición del Draft de la NBA de 1971 por Chicago Bulls, y también por los Kentucky Colonels en el puesto 51 del Draft de la ABA, fichando por estos últimos. Especialista defensivo, en su segunda temporada, saliendo desde el banquillo, fue incluido en el mejor quinteto defensivo de la ABA, promediando 6,6 puntos, 3,0 rebotes y 1,6 robos de balón.
Mediada la temporada siguiente fue traspasado, junto con Wendell Ladner a los New York Nets, a cambio de John Roche, y eso le permitió ganar su único anillo de campeón, tras derrotar en las Finales a los Utah Stars, colaborando con 8,0 puntos y 4,8 rebotes por partido. Esa temporada fue nuevamente incluido en el mejor quinteto defensivo de la liga.
Tras una temporada más en los Nets, en 1975 es traspasado a los San Antonio Spurs, con los que viviría el salto a la NBA. Y fue precisamente su primer año en la nueva competición cuando hizo sus mejores números, promediando 10,3 puntos, 5,8 rebotes y 2,3 robos de balón, el cuarto mejor de la competición en este último aspecto.
Disputó cuatro temporadas más en el conjunto texano, hasta que mediada la 1980-81 fue traspasado a Portland Trail Blazers junto a una futura ronda del draft a cambio de Ron Brewer. Finalizada la misma, fue traspasado nuevamente a Golden State Warriors, donde jugaría su último año como profesional.

## Estadísticas de su carrera en la ABA y la NBA

### Temporada regular
| Temporada | Edad | Equipo                 | Liga  | P   | TIT | MIN  | TC  | TCA | %TC  | 3P  | 3PA | %3P  | TL  | TLA | %TL  | R.OF. | R.DEF. | REB | ASIS | ROB | TAP | PER | FP  | PTS  |
| 1971-72   | 21   | Kentucky Colonels      | ABA   | 78  |     | 21.8 | 2.6 | 5.7 | .450 | 0.0 | 0.0 | .000 | 1.2 | 1.8 | .679 | 1.3   | 2.2    | 3.5 | 2.6  |     |     | 1.4 | 2.6 | 6.4  |
| 1972-73   | 22   | Kentucky Colonels      | ABA   | 81  |     | 22.9 | 2.7 | 5.7 | .471 | 0.0 | 0.1 | .167 | 1.2 | 1.8 | .699 | 1.0   | 2.0    | 3.0 | 3.1  | 1.6 |     | 1.3 | 2.6 | 6.6  |
| 1973-74   | 23   | TOTAL                  | ABA   | 80  |     | 31.2 | 3.9 | 9.0 | .436 | 0.0 | 0.2 | .118 | 1.3 | 1.8 | .750 | 1.3   | 3.3    | 4.6 | 4.1  | 2.1 | 1.0 | 2.2 | 3.0 | 9.2  |
| 1973-74   | 23   | Kentucky Colonels      | ABA   | 48  |     | 33.1 | 4.2 | 9.5 | .441 | 0.0 | 0.2 | .182 | 1.6 | 2.2 | .731 | 1.2   | 3.3    | 4.5 | 4.2  | 2.2 | 1.0 | 2.6 | 3.3 | 10.0 |
| 1973-74   | 23   | New York Nets          | ABA   | 32  |     | 28.3 | 3.6 | 8.3 | .429 | 0.0 | 0.2 | .000 | 0.9 | 1.1 | .806 | 1.6   | 3.2    | 4.8 | 3.9  | 1.9 | 1.1 | 1.7 | 2.6 | 8.0  |
| 1974-75   | 24   | New York Nets          | ABA   | 72  |     | 22.6 | 3.2 | 6.8 | .463 | 0.1 | 0.3 | .304 | 1.0 | 1.3 | .791 | 1.3   | 1.9    | 3.3 | 2.3  | 1.2 | 0.7 | 1.5 | 1.8 | 7.4  |
| 1975-76   | 25   | San Antonio Spurs      | ABA   | 78  |     | 22.8 | 2.9 | 6.5 | .455 | 0.0 | 0.2 | .176 | 0.8 | 1.0 | .800 | 0.6   | 2.0    | 2.7 | 3.1  | 1.6 | 0.5 | 1.8 | 1.9 | 6.8  |
| 1976-77   | 26   | San Antonio Spurs      | NBA   | 82  |     | 31.7 | 4.3 | 9.2 | .468 |     |     |      | 1.7 | 2.0 | .820 | 0.7   | 2.7    | 3.3 | 5.8  | 2.3 | 0.6 |     | 2.7 | 10.3 |
| 1977-78   | 27   | San Antonio Spurs      | NBA   | 70  |     | 29.9 | 3.9 | 8.3 | .473 |     |     |      | 1.2 | 1.4 | .870 | 0.8   | 2.4    | 3.2 | 5.4  | 2.3 | 0.4 | 2.5 | 2.4 | 9.1  |
| 1978-79   | 28   | San Antonio Spurs      | NBA   | 82  |     | 25.9 | 3.5 | 7.5 | .464 |     |     |      | 1.1 | 1.3 | .843 | 0.5   | 1.8    | 2.3 | 4.6  | 1.9 | 0.5 | 1.9 | 2.3 | 8.0  |
| 1979-80   | 29   | San Antonio Spurs      | NBA   | 67  |     | 22.0 | 2.6 | 5.6 | .454 | 0.0 | 0.2 | .154 | 1.4 | 1.8 | .808 | 0.5   | 1.8    | 2.3 | 4.7  | 1.8 | 0.2 | 1.7 | 2.0 | 6.6  |
| 1980-81   | 30   | TOTAL                  | NBA   | 77  |     | 14.4 | 2.0 | 4.0 | .508 | 0.0 | 0.1 | .286 | 0.7 | 0.9 | .809 | 0.2   | 1.1    | 1.3 | 2.2  | 1.2 | 0.1 | 1.0 | 1.5 | 4.8  |
| 1980-81   | 30   | San Antonio Spurs      | NBA   | 35  |     | 18.2 | 2.5 | 4.7 | .524 | 0.0 | 0.1 | .333 | 0.5 | 0.7 | .731 | 0.2   | 1.3    | 1.5 | 2.8  | 1.6 | 0.1 | 1.1 | 1.6 | 5.5  |
| 1980-81   | 30   | Portland Trail Blazers | NBA   | 42  |     | 11.3 | 1.7 | 3.5 | .490 | 0.0 | 0.1 | .250 | 0.9 | 1.0 | .857 | 0.2   | 0.9    | 1.1 | 1.7  | 0.9 | 0.1 | 0.9 | 1.5 | 4.3  |
| 1981-82   | 31   | Golden State Warriors  | NBA   | 75  | 70  | 23.9 | 2.5 | 5.0 | .496 | 0.0 | 0.1 | .000 | 0.7 | 0.9 | .785 | 0.5   | 2.0    | 2.5 | 3.5  | 1.6 | 0.4 | 1.7 | 2.3 | 5.6  |
| Total     |      |                        | TOTAL | 842 | 70  | 24.5 | 3.1 | 6.7 | .464 | 0.0 | 0.1 | .187 | 1.1 | 1.5 | .781 | 0.8   | 2.1    | 2.9 | 3.7  | 1.8 | 0.5 | 1.7 | 2.3 | 7.4  |
|           |      |                        | NBA   | 453 | 70  | 24.7 | 3.1 | 6.6 | .474 | 0.0 | 0.1 | .160 | 1.1 | 1.4 | .825 | 0.5   | 2.0    | 2.5 | 4.3  | 1.9 | 0.4 | 1.7 | 2.2 | 7.4  |
|           |      |                        | ABA   | 389 |     | 24.3 | 3.1 | 6.8 | .453 | 0.0 | 0.2 | .197 | 1.1 | 1.5 | .734 | 1.1   | 2.3    | 3.4 | 3.0  | 1.6 | 0.7 | 1.7 | 2.4 | 7.3  |

### Playoffs
| Temporada | Edad | Equipo                 | Liga  | P  | MIN  | TCA | TC  | 3PA | 3P | TLA | TL  | R.OF. | REB | ASIS | ROB | TAP | PER | FP  | PTS | %TC  | %3P   | %FT  | MIN  | PTS  | REB | AST |
| 1971-72   | 21   | Kentucky Colonels      | ABA   | 2  | 31   | 3   | 14  | 0   | 2  | 0   | 0   |       | 2   | 8    |     |     | 1   | 2   | 6   | .214 | .000  |      | 15.5 | 3.0  | 1.0 | 4.0 |
| 1972-73   | 22   | Kentucky Colonels      | ABA   | 12 | 291  | 23  | 58  | 0   | 2  | 20  | 23  | 8     | 30  | 40   |     |     | 15  | 41  | 66  | .397 | .000  | .870 | 24.3 | 5.5  | 2.5 | 3.3 |
| 1973-74   | 23   | New York Nets          | ABA   | 14 | 367  | 48  | 110 | 1   | 1  | 19  | 20  | 10    | 58  | 57   | 19  | 18  | 24  | 34  | 116 | .436 | 1.000 | .950 | 26.2 | 8.3  | 4.1 | 4.1 |
| 1974-75   | 24   | New York Nets          | ABA   | 3  | 73   | 9   | 19  | 2   | 4  | 3   | 6   | 1     | 5   | 7    | 7   | 6   | 1   | 7   | 23  | .474 | .500  | .500 | 24.3 | 7.7  | 1.7 | 2.3 |
| 1975-76   | 25   | San Antonio Spurs      | ABA   | 7  | 286  | 45  | 98  | 0   | 2  | 13  | 17  | 9     | 40  | 50   | 24  | 10  | 23  | 16  | 103 | .459 | .000  | .765 | 40.9 | 14.7 | 5.7 | 7.1 |
| 1976-77   | 26   | San Antonio Spurs      | NBA   | 2  | 67   | 9   | 23  |     |    | 4   | 7   | 5     | 10  | 10   | 4   | 2   |     | 9   | 22  | .391 |       | .571 | 33.5 | 11.0 | 5.0 | 5.0 |
| 1977-78   | 27   | San Antonio Spurs      | NBA   | 6  | 201  | 25  | 56  |     |    | 2   | 4   | 7     | 25  | 31   | 7   | 4   | 17  | 15  | 52  | .446 |       | .500 | 33.5 | 8.7  | 4.2 | 5.2 |
| 1978-79   | 28   | San Antonio Spurs      | NBA   | 14 | 302  | 38  | 87  |     |    | 19  | 22  | 10    | 29  | 56   | 16  | 4   | 16  | 33  | 95  | .437 |       | .864 | 21.6 | 6.8  | 2.1 | 4.0 |
| 1979-80   | 29   | San Antonio Spurs      | NBA   | 3  | 69   | 8   | 20  | 1   | 4  | 4   | 7   | 1     | 6   | 16   | 5   | 0   | 3   | 6   | 21  | .400 | .250  | .571 | 23.0 | 7.0  | 2.0 | 5.3 |
| 1980-81   | 30   | Portland Trail Blazers | NBA   | 3  | 51   | 4   | 16  | 0   | 0  | 0   | 0   | 2     | 5   | 9    | 5   | 0   | 2   | 2   | 8   | .250 |       |      | 17.0 | 2.7  | 1.7 | 3.0 |
| Total     |      |                        | TOTAL | 66 | 1738 | 212 | 501 | 4   | 15 | 84  | 106 | 53    | 210 | 284  | 87  | 44  | 102 | 165 | 512 | .423 | .267  | .792 | 26.3 | 7.8  | 3.2 | 4.3 |
|           |      |                        | ABA   | 38 | 1048 | 128 | 299 | 3   | 11 | 55  | 66  | 28    | 135 | 162  | 50  | 34  | 64  | 100 | 314 | .428 | .273  | .833 | 27.6 | 8.3  | 3.6 | 4.3 |
|           |      |                        | NBA   | 28 | 690  | 84  | 202 | 1   | 4  | 29  | 40  | 25    | 75  | 122  | 37  | 10  | 38  | 65  | 198 | .416 | .250  | .725 | 24.6 | 7.1  | 2.7 | 4.4 |